# Jobas
Jobas (tiếng Ả Rập: جوباس) là một ngôi làng Syria nằm ở Saraqib Nahiyah ở huyện Idlib, Idlib. Theo Cục Thống kê Trung ương Syria (CBS), Jobas có dân số 2340 trong cuộc điều tra dân số năm 2004.